# Larry Wu-tai Chin
Larry Wu-tai Chin (giản thể: 金无怠; phồn thể: 金無怠; Hán-Việt: Kim Vô Đãi; bính âm: Jīn Wúdài; 17 tháng 8, 1922 – 21 tháng 2, 1986) là một gián điệp Cộng sản Trung Quốc, làm việc cho Chính phủ Hoa Kỳ trong suốt 37 năm (1944–1981), giữ các chức vụ trong Quân đội Hoa Kỳ và CIA, đồng thời làm gián điệp cho cơ quan tình báo Đảng Cộng sản Trung Quốc ngay từ những ngày đầu thành lập. Ông vẫn tiếp tục chuyển tài liệu và thông tin mật cho Cộng hòa Nhân dân Trung Hoa ngay cả khi đã nghỉ hưu, mãi cho tới khi bị phanh phui vào năm 1985.
Chin là một trong những đặc vụ tình báo nước ngoài có giá trị nhất mà Trung Quốc sở hữu trong suốt thời kỳ Chiến tranh Lạnh. Ông cung cấp cho CHND Trung Hoa những thông tin tuyệt mật về các sáng kiến chính sách đối ngoại của Hoa Kỳ liên quan tới Trung Quốc, cũng như hồ sơ tiểu sử của các đặc vụ CIA. Năm 1970, Chin chuyển các tài liệu liên quan tới việc Tổng thống Richard Nixon muốn mở rộng quan hệ với CHND Trung Hoa từ CIA cho Mao Trạch Đông và Chu Ân Lai. Nhờ đó, Mao Trạch Đông biết rõ ý định của Nixon trước cả những đề nghị ngoại giao của vị tổng thống, cho phép ông thay đổi chính sách (chẳng hạn như điều chỉnh số lượng bài hùng biện chống Mỹ trên báo chí Trung Quốc do nhà nước kiểm duyệt) để giành được tối đa nhượng bộ chính trị từ phía Hoa Kỳ.

## Những năm đầu
Larry Wu-tai Chin, tên khai sinh là Kim Vô Đãi, sinh năm 1922 ở Bắc Bình, Trung Hoa Dân quốc. Ông từng theo học Đại học Yên Kinh.
Chin được cơ quan tình báo Đảng Cộng sản Trung Quốc (khi đó là Bộ Xã hội Trung ương) tuyển dụng vào năm 1944, giữa Chiến tranh thế giới thứ hai. Ông nhận hướng dẫn cụ thể để tìm việc làm trong một cơ quan chính phủ Hoa Kỳ (thời điểm đó, Chính phủ Quốc dân đảng của Tưởng Giới Thạch vẫn đang hợp tác chống Nhật chặt chẽ với người Mỹ). Chin, nói tiếng Anh tốt, được Quân đội Hoa Kỳ thuê làm phiên dịch viên tiếng Trung tại Văn phòng Liên lạc Quân đội Hoa Kỳ ở thành phố Phúc Châu.
Từ năm 1945 đến năm 1949, Chin làm phiên dịch viên cho Lãnh sự quán Hoa Kỳ ở Thượng Hải, và từ năm 1949 đến năm 1950 là cho Lãnh sự quán Hoa Kỳ ở Hồng Kông (lúc đó vẫn thuộc Anh). Trong khoảng thời gian này, ông đã chuyển vô số tài liệu mật cho cơ quan tình báo Đảng Cộng sản Trung Quốc, do Lý Khắc Nông chỉ đạo trong những năm đầu thành lập CHND Trung Hoa, ban đầu mang tên Cục Liên lạc, về sau đổi thành Cục Điều tra Trung ương. Chin thường xuyên nhận thù lao rất cao cho các nhiệm vụ của mình.

## Chiến tranh Triều Tiên
Chin làm phiên dịch viên tiếng Trung cho Quân đội Hoa Kỳ trong Chiến tranh Triều Tiên, giúp thẩm vấn các tù binh Trung Quốc và Bắc Triều Tiên. Ông xuyên tạc thông tin tình báo mà mình thu thập được từ tù binh Trung Quốc, khiến Hoa Kỳ tổn thất lực lượng và bỏ lỡ nhiều cơ hội chiến thuật. Nhiều người trong số những tù binh mà Chin phỏng vấn có ý định đào tẩu sang Hàn Quốc. Chin còn cung cấp cho chính phủ Trung Quốc tên của những tù binh Trung Quốc đã tiết lộ thông tin hoặc tuyên bố phản đối Đảng Cộng sản Trung Quốc và có ý định đào tẩu. Những người này sau đó được phía Trung Quốc yêu cầu trao trả trước khi tiến hành đàm phán đình chiến, và tiến trình lập lại hòa bình bị trì hoãn tới hơn một năm.

## Thâm nhập CIA
Sau một thời gian phục vụ trong Quân đội Hoa Kỳ, Chin nộp đơn xin việc tại CIA và được cơ quan này tuyển dụng. Chin trở thành phiên dịch viên tiếng Trung kiêm nhà phân tích báo chí Đảng Cộng sản Trung Quốc tại Sở Thông tin truyền thanh nước ngoài (FBIS), nơi ông tiếp tục làm gián điệp cho Trung Quốc. Ông từng công tác ở Okinawa (1952–61), Santa Rosa, California (1961–71) và Rosslyn, Virginia (1971–81). Theo No Kum-Sok, phi công Bắc Triều Tiên bỏ trốn sang Hàn Quốc trên chiếc MiG-15, Chin là một trong những nhân viên CIA quản lý ông sau cuộc đào tẩu.
Với vai trò nhà phân tích FBIS và là một trong số ít chuyên gia tiếng Trung lành nghề tại CIA, Chin nắm trong tay Báo cáo thông tin tình báo (IIRs) về Trung Quốc và Đông Á, tiểu sử và đánh giá của các nhân viên CIA đồng nghiệp, tên và danh tính của các đặc vụ ngầm. Ông còn cung cấp thông tin về các siêu đặc vụ được tuyển mộ ở Trung Quốc. Do chính sách phân chia nội bộ, Chin không biết chính xác tên của những siêu đặc vụ này. Tuy nhiên, dựa trên tin tình báo mà họ thu thập, ông có thể suy ra những thứ như vị trí, người tuyển dụng, và quyền truy cập. Tiếp đó, lực lượng phản gián Trung Quốc sẽ cố gắng định danh siêu đặc vụ bằng cách dò xem ai đã tiếp cận thông tin nào. Một khi siêu đặc vụ lộ tẩy, họ thường bị bắt và hành quyết hoặc được mớm cho tiếp cận thông tin sai lệch để chuyển cho CIA. Đáng kể nhất, vào năm 1970, Chin đã cung cấp cho Mao Trạch Đông cùng bộ sậu của ông ta ở Bắc Kinh các tài liệu CIA tiết lộ kế hoạch của Tổng thống Richard Nixon, cam kết thành lập một liên minh chiến thuật với Trung Quốc để đối đầu (và gây sức ép) với Liên Xô. Mao Trạch Đông, biết trước ý đồ và mục tiêu của Hoa Kỳ, đã có thể vắt kiệt nhượng bộ chính trị từ chính quyền Nixon.
Suốt những năm tháng dài làm gián điệp, Chin nhận thù lao rất hậu hĩnh. Ông không có đối thủ trong việc minh bạch hóa các khoản thu nhập bất chính. Chin mua nhiều chung cư và nhà tập thể ở những khu vực thu nhập thấp như Baltimore, Maryland và kiếm được lợi nhuận khổng lồ khi trở thành một ông chủ cho thuê nhà ổ chuột. Chin khoác lên mình vỏ bọc của một gã đàn ông trăng hoa nghiện cờ bạc. Dù sau này người ta tin rằng Chin có dấu hiệu nghiện cờ bạc thực sự, ông không đổ quá nhiều thu nhập gián điệp vào sới bạc. Thay vào đó, Chin nuôi hình mẫu tay chơi bạc bạo chi để biện minh rằng sự giàu sang mờ ám đến với ông đều là nhờ tiền thắng bạc. Một số đồng nghiệp cảm thấy hành vi của Chin đáng ngờ và lo ngại rằng mức lương tại CIA không đủ để trang trải cho lối sống của ông. Tuy nhiên, mọi ngờ vực đều bị dẹp qua một bên bởi phần lớn bạn bè và đồng nghiệp của Chin, những người từng cùng đánh bạc với Chin và thi thoảng thấy ông giành chiến thắng. Trong cả nhiệm kỳ làm việc ở quân đội lẫn CIA, Chin chưa từng vướng tình nghi hoạt động gián điệp hoặc bị điều tra. Trên thực tế, vào năm 1980, Chin còn được CIA trao tặng huy chương vì những cống hiến lâu dài và xuất sắc của mình.

## Bại lộ
Năm 1985, Du Cường Thanh, một quan chức tình báo Trung Quốc cấp cao, đào tẩu sang Hoa Kỳ và vạch trần danh tính gián điệp của Chin. Ngày 23 tháng 11 năm 1985, Chin bị bắt. Sở Cảnh sát Tư pháp Hoa Kỳ thường chọn các nhà tù quận ở Washington cho nghi phạm gián điệp và Chin bị giam tại Nhà tù Quận Prince William, Virginia.
Năm 1985, Larry Chin bị cáo buộc tội gián điệp cho Trung Quốc.
Tội danh gián điệp đầu tiên là hợp lực với các nhân viên tình báo Trung Quốc, chuyển các tài liệu quốc phòng có khả năng gây tổn hại cho Hoa Kỳ hoặc có lợi cho Trung Quốc. Tội danh gián điệp thứ hai là đã chuyển thông tin vị trí các trại giam giữ tù nhân Trung Quốc ở Hàn Quốc cho một đặc vụ nước ngoài vào năm 1952.
Năm 1986, Chin bị kết án tù dài hạn vì tội gián điệp và trốn thuế. Ông tự thừa nhận mình là gián điệp, nhưng cũng tuyên bố làm gián điệp chỉ nhằm cải thiện mối quan hệ giữa Trung Quốc và Hoa Kỳ. Chin khẳng định sẽ có thái độ hợp tác hoàn toàn trong các cuộc thẩm vấn để tránh phải nhận thêm cáo buộc.
Với kỹ năng rửa tiền siêu hạng, khó mà biết Chính phủ Trung Quốc đã trả bao nhiêu tiền cho Chin. Ông chuyển phần lớn thu nhập từ hoạt động gián điệp của mình vào bất động sản, mua nhiều nhà cho người thu nhập thấp. Người ta tin rằng Chin là một trong năm gián điệp người Mỹ kiếm được hơn 1 triệu đô la Mỹ, bốn người còn lại là Aldrich Ames, Clyde Conrad, Robert Hanssen và John Walker.

## Cái chết
Vào ngày tuyên án, khi lính canh đến phòng giam của Chin tại Trung tâm giam giữ người trưởng thành khu vực Prince William, Manassas để đưa ông tới tòa, họ thấy Chin đã chết với chiếc túi rác trùm lên đầu. Khám nghiệm tử thi kết luận Chin đã tự sát trong phòng giam. Thi hài của ông được chôn cất tại Nghĩa trang Alta Mesa ở Palo Alto, California.
Năm 2017, một du khách qua đường từng tìm thấy một tấm bia tưởng niệm được cho là dành cho Chin ở Công viên Hương Sơn, Bắc Kinh.

## Tác động
Chin là một trong những tài sản tình báo nước ngoài quan trọng nhất mà Trung Quốc sở hữu trong thời kỳ Chiến tranh Lạnh. Nhờ cống hiến của ông, Chính phủ Trung Quốc giành được tối đa nhượng bộ từ Richard Nixon trong giao kèo thành lập liên minh chiến thuật chống lại Liên Xô. Phần lớn đặc vụ CIA ở Trung Quốc đều chịu nguy hại, bị hành quyết hoặc phải cung cấp thông tin sai lệch cho CIA. Giới lãnh đạo Trung Quốc đã có thể xác định được mức độ chính xác của các đánh giá mà Hoa Kỳ thu thập được, về tình báo, chính trị, kinh tế và cơ sở hạ tầng quân sự của CHND Trung Hoa.
Một quan chức cấp cao của CIA đã đánh giá rằng tổn thất cho Hoa Kỳ do Chin gây ra bằng tất cả các gián điệp khác mà Hoa Kỳ phanh phui được.